# Лиутвард (епископ Верчелли)
Лиутвард (лат. Liutwardus; середина IX века — 24 июня 900 или 901, Верчелли) — канцлер Восточно-Франкского королевства и Франкской империи (878—887), епископ Верчелли (879/880—900/901); главный советник правителя Франкской империи Карла III Толстого.

## Биография

### Исторические источники
Лиутвард известен из ряда средневековых исторических источников, в том числе, современных ему. Основным нарративным источником о нём являются «Фульдские анналы». Та их часть, в которой повествуется о Лиутварде, сохранилась в двух редакциях: «Майнцской» и «Регенсбургской». Из них в первой деятельность Лиутварда оценивается очень негативно, а во второй — более благосклонно. Это связывают с тем, что «Майнцское продолжение „Фульдских анналов“» создавалось под контролем недоброжелателя Лиутварда, архиепископа Лиутберта. О Лиутварде упоминается также в «Хронике» Регино Прюмского, посланиях франкских правителей и пап римских, дарственных хартиях и других документах второй половины IX века.

### Ранние годы
Лиутвард родился в знатной алеманнской семье, владения которой находились вблизи Боденского озера. Содержащееся в «Майнцском продолжении „Фульдских анналов“» утверждение, что Лиутвард был «безвестного рода», не соответствует действительности.
Ещё детьми Лиутвард и его брат Кадольт стали послушниками располагавшегося поблизости от их родового поместья Райхенауского аббатства. Здесь они получили образование и здесь же Лиутвард (возможно, в 872 году) познакомился с Карлом III Толстым, одним из сыновей правителя Восточно-Франкского королевства Людовика II Немецкого, и стал его другом.

### Архиканцлер Карла III Толстого
Вскоре после получения Карлом III Толстым власти над Алеманнией, Лиутвард поступил в придворную канцелярию друга своей юности. Здесь он быстро сделал карьеру: первый подписанный им как простым сотрудником канцелярии (лат. cancellarius) документ датирован 877 годом, а уже в документе от 28 марта 878 года Лиутвард назывался архиканцлером (лат. archicancellarius), то есть главой королевской канцелярии.
С того времени Лиутвард стал наиболее приближённой к Карлу III Толстому персоной, не раз получавшей от монарха дары. Среди таких пожалований было и возведение Лиутварда в сан главы Верчелльской епархии, где он сменил Консперта. Первоначально епархия была отдана архиепископом Милана Анспертом Иосифу. Однако находившийся в ссоре с миланским архиепископом папа римский Иоанн VIII воспротивился назначению и 15 октября 879 года лишил Иосифа епископского сана. Вскоре после коронации Карла Толстого как короля Италии по ходатайству монарха папа отдал эту епархию Лиутварду. Возможно, возведение Лиутварда в епископы состоялось между октябрём 879 года и 1 февраля 880 года на государственной ассамблее в Равенне. Его интронизация прошла в присутствии Иоанна VIII. Предполагается, что наделяя Лиутварда епископским титулом, Карл Толстый рассчитывал усилить своё влияние в Итальянском королевстве. Бо́льшая часть документов этого монарха, касавшихся дел на Апеннинском полуострове, содержит упоминания о Лиутварде. Однако его влияние в этой части Франкской империи было всё же ниже, чем у другого местного прелата, епископа Вибода Пармского.
Период между императорской коронацией Карла III Толстого 12 февраля 881 года и 24 июня 883 года — время наибольшего влияния Лиутварда на дела во Франкской империи. В изданных тогда по повелению правителя франков документах Лиутвард упоминается как человек «храбрый, надёжный и любимый советом». Ноткер Заика наделял Лиутварда эпитетом «интимный советник» (лат. intimus consiliarius), а в документах он назывался «возвеличенный» (лат. summus). Предполагается, что одновременно с должностью архиканцлера Лиутвард некоторое время был и главой придворной капеллы, о чём упоминается в нескольких хартиях. Однако в документах того времени сообщается и о других персонах с этой же должностью, поэтому в достоверности свидетельств о Лиутварде как архикапеллане есть сомнения. Влияние Лиутварда на Карла Толстого было так велико, что современные историки называют епископа Верчелли фактическим правителем империи при малоспособном к ведению дел в государстве Карле Толстом. Тогда же Лиутвард стал доверенным лицом императрицы Рихарды. По одному мнению, архиканцлер и императрица сблизились из-за несогласия с назначением Карлом III Толстым наследником своего внебрачного сына Бернарда. По другому предположению, Лиутвард и Рихарда совместно планировали влиять на Карла III Толстого, чтобы сделать этого малоспособного к управлению государством человека достойным славы его предка Карла Великого.
Благодаря императору франков, Лиутварду удалось приобрести обширные земельные угодья не только в Верчелльской епархии, но также и в других областях государства. Например, он получил богатое аббатство Массино (в современном Массино-Висконти), а дарованную ему часовню в Бирлингене (около Тюбингена) обменял на келью в Райхенауском монастыре. 16 марта 882 года Лиутвард получил от Карла III Толстого для своей епархии большое пожертвование, включавшее поместья в Кортереджио, Фольиццо и других селениях вблизи Турина.
Лиутвард активно участвовал в контактах между Карлом III Толстым и папой римским Иоанном VIII. Возможно, в его обязанности как представителя правителя франков в Италии входил контроль за деятельностью папы и обеспечение лояльности того Карлу Толстому. С этими целями Лиутвард неоднократно ездил на Апеннинский полуостров. В том числе, в 879 году он вёл переговоры с Иоанном VIII о коронации правителя франков как монарха Италии. Возвратившись после этого во Франкию, во второй половине 880 года Лиутвард снова ездил в Рим, чтобы обсудить с папой процедуру императорской коронации Карла Толстого. В феврале 881 года Лиутвард участвовал в коронации, а затем во встрече нового императора и папы в Равенне. В свою очередь, Иоанн VIII использовал Лиутварда для отстаивания своих интересов при дворе и в благодарность за успешность этой деятельности назначил в 881 году архиканцлера своим легатом.
После смерти своего брата Людовика III Младшего в 882 году Карл III Толстый объединил под своей властью всё Восточно-Франкское королевство. Лиутвард при этом сохранил должность архиканцлера, в то время как канцлер Людовика III, архиепископ Лиутберт Майнцский, её лишился. Предполагается, что именно смещение с высокой должности стало причиной ненависти того к Лиутварду. Возможно, Лиутберт не сразу смирился с потерей придворных должностей, так как в нескольких документах того времени архиепископ Майнца ещё упоминался как канцлер.
В апреле 882 года в свите Карла III Толстого Лиутвард возвратился из Италии в Восточную Франкию и уже в мае участвовал в государственной ассамблее в Вормсе. На этом собрании было решено выступить против грабивших Лотарингию викингов. Император лично возглавил армию, а Лиутвард сопровождал его в походе. В июле франки осадили норманнов в их укреплённом лагере в Асселе (скорее всего, это современный Асселт). В «Майнцском продолжении „Фульдских анналов“» на «лжеепископа» Лиутварда возложена вина за безуспешность осады. Сообщается, что подкупленный викингами архиканцлер всячески мешал франкским военачальникам провести штурм лагеря, а затем вместе с графом Викбертом убедил императора вступить в переговоры с вождём норманнов Годфридом. В результате франки и викинги заключили договор, согласно которому скандинавы не только смогли беспрепятственно возвратиться на свои корабли, но и их предводитель получил власть над частью Фрисландии и женился на дочери Лотаря II Гизеле. В анналах упоминается, что против мира с викингами выступила большая группа знати, и что только безграничное доверие Карла III Толстого к Лиутварду не позволило франкам продолжить военные действия. Современные историки считают сделанные автором «Майнцского продолжения „Фульдских анналов“» обвинения Лиутварда в государственной измене малодостоверными. Скорее всего, архиканцлер намеревался использовать войско Годфрида для борьбы с другими отрядами норманнов. В 911 году так же поступил и король Западно-Франкского государства Карл III Простоватый: он заключил Сен-Клер-сюр-Эптский договор с Роллоном и этим положил конец регулярным нападениям викингов на свои владения.
Осенью 882 года Лиутвард опять ездил в Италию, на этот раз сопровождая туда вдову короля Людовика II Ангельбергу, освобождённую из-под опеки Карла III Толстого по настоятельным просьбам папы римского Иоанна VIII. Незадолго до смерти в декабре того же года этого наместника Святого Престола Лиутвард добился от Иоанна VIII некоторых преференций для императора. В обмен Карл III Толстый обещал содействовать возвращению под власть папы римского территорий, захваченных герцогом Гвидо II Сполетским.
С получением Карлом III Толстым в 884 году власти и над Западно-Франкским королевством Лиутвард стал архиканцлером единой Франкской империей. Сменив в государстве западных франков в должности канцлера епископа Парижа Гозлена и в должности архикапеллана Гуго Аббата, он сосредоточил в своих руках управление всем государственным аппаратом страны.
Сохранилось отправленное около 884 года послание монаха аббатства Святого Галла Ноткера Заики к Лиутварду, в котором тот сообщал своему адресату о создании им двух музыкальных сочинений. Здесь же упоминается о посвящении отправителем письма Лиутварду труда «Последовательности» (лат. Liber Ymnorum). Вероятно, Ноткер сделал это в знак благодарности своему покровителю. Современные исследователи считают этот трактат Ноткера Заики одним из наиболее ранних опытов использования секвенции.
В апреле 885 года с согласия папы римского Адриана III Лиутвард и Ангельберга основали в Пьяченце монастырь Святого Сикста.
В сентябре 885 года Карл III Толстый приказал Лиутварду лишить Стефана V (VI) папского сана, так как тот пренебрёг требованиями Римского постановления 824 года и перед своей интронизацией не получил согласие монарха. Однако ещё по дороге в Рим архиканцлер был встречен папскими послами, убедившими его в законности выборов. Стефан V (VI) также передал императору приглашение посетить Италию, что тот и сделал весной 886 года. Однако Карл III Толстый не приехал в Рим: он остановился в Павии, а к папе отправил Лиутварда.
Современники обвиняли Лиутварда в непотизме. Якобы по протекции архиканцлера его брат Кадольт в августе 882 года стал главой Новарской епархии, племянник Адальберт входил в число наиболее приближённых к Карлу III Толстому персон (фиделис), а ещё один родственник и тёзка получил от императора сан епископа Комо.
В «Майнцском продолжении „Фульдских анналов“» сообщается, что Лиутвард имел обыкновение похищать дочерей германских и итальянских сеньоров и насильно выдавать их замуж за своих родственников. Среди похищенных была и жившая в монастыре Святой Юлии в Брешиа дочь маркграфа Фриуля Унроша III (возможно, её звали Гизела). На ней Лиутвард хотел женить своего племянника. Однако, по свидетельству автора этого сообщения, та благодаря божественному вмешательству так и осталась девой, так как её жених скоропостижно умер в день свадьбы. Вероятно, с этим событием связан упоминающийся в «Регенсбургском продолжении „Фульдских анналов“» конфликт между Лиутвардом и Беренгаром I Фриульским, братом графа Унроша III. По приказу Беренгара фриульское войско летом 886 года захватило Верчелли и разграбило принадлежавшие Лиутварду имущество и поместья. Предполагается, что тот был тогда в Риме и поэтому не пострадал при нападении. Примирение между Лиутвардом и Беренгаром произошло на Пасху следующего года, когда они встретились вблизи Вайблингена и фриульский маркграф выплатил архиканцлеру большую сумму как компенсацию за понесённый тем во время разорения Верчелли ущерб.
В «Майнцском продолжении „Фульдских анналов“» содержатся и другие обвинения против Лиутварда. В том числе, сообщение о приверженности архиканцлера к ереси: якобы тот отрицал единую природу Иисуса Христа. Неизвестно, действительно ли Лиутвард совершал все эти преступления или это были наветы его врагов. Предполагается, что архиканцлер у многих мог вызывать ненависть своей преданностью Карлу III Толстому и содействием стремлению монарха ограничить самовластие своих крупнейших вассалов. Как бы то ни было, к началу 887 года против архиканцлера составился союз из наиболее влиятельных в государстве представителей светской и церковной знати во главе с Лиутбертом Майнцским.
В конце июня 887 года под давлением врагов Лиутварда Карл III Толстый был вынужден лишить его должности архиканцлера (им стал его главный недоброжелатель Лиутберт Майнцский), удалить от двора и конфисковать имущество. Были смещены с государственных должностей и все родственники Лиутварда. В «Регенсбургском продолжении „Фульдских анналов“» сообщается, что архиканцлер стал жертвой подготовленного германской знатью заговора.
В других источниках также сообщается о выдвинутых против Лиутварда обвинениях в прелюбодеянии с императрицей Рихардой. По обычаям тех времён та потребовала провести испытание огнём, осталась после него невредимой и тем доказала свою невиновность. Также и свидетели подтвердили, что только однажды видели, как императрица преклонила колено перед Лиутвардом и то лишь за тем, чтобы поцеловать его перстень с реликвией внутри. Несмотря на отсутствие доказательств супружеской измены, Карл III Толстый удалил Рихарду от двора, и та уехала в основанное ею аббатство Андлау, где настоятельницей была её племянница Ротруда. Предполагается, что расставаясь под надуманным предлогом с супругой, император планировал впоследствии с ней развестись, так как их брак был бездетным.

### Последние годы
Отправленный в изгнание Лиутвард нашёл приют у Арнульфа Каринтийского. Возможно, обладая большим политическим опытом, он содействовал тому в ноябре 887 года в смещении Карла III Толстого и восхождении на престол Восточно-Франкского государства.
Однако после получения Арнульфом Каринтийским власти Лиутвард так и не смог восстановить своё прежнее влияние при дворе. Последнее свидетельство о его пребывании в Восточно-Франкском государстве относится к июню 888 года, когда он участвовал в Майнцском синоде. После этого в течение более чем десяти лет какие-либо упоминания о Лиутварде в современных ему документах отсутствуют. Возможно, что последние годы жизни он провёл в Верчелльской епархии. В 896 году Лиутвард получил сан настоятеля аббатства Святого Колумбана в Боббио, став здесь преемником Агилульфа. В некрологе из Райхенауского монастыря сообщается, что Лиутвард скончался в Верчелли, 24 июня 900 или 901 года погибнув во время одного из набегов венгров. Преемником Лиутварда в Верчелльской епархии был епископ Себастьян, а в Боббио — Раперт.

## Комментарии
1. ↑  Возможно, этот Викберт тождественен одноимённому графу Орнуа, в 883 году казнённому по приказу Гуго Эльзасского[33].